# Visió dels ocells

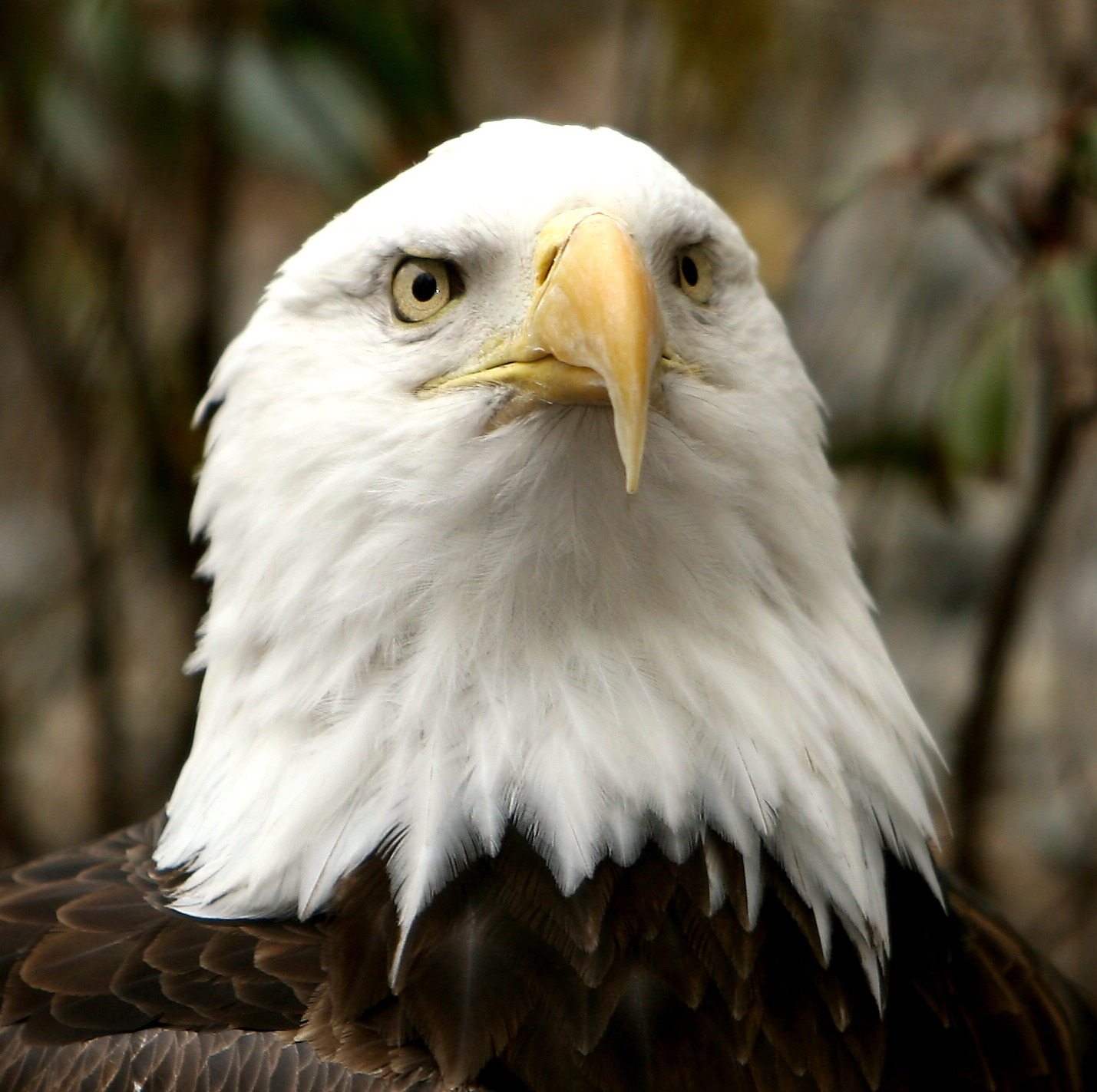
Amb la mirada endavant, l'àliga calba té un ampli camp de visió binocular.

La visió és el sentit més important per a les aus, ja que una bona visió és essencial per la seguretat del vol. Aquest grup animal té diverses adaptacions que donen una agudesa visual superior a la d'altres grups vertebrats. Per exemple, un colom ha estat descrit com "dos ulls amb ales". L'ull dels ocells s'assembla als dels rèptils, amb músculs ciliars que poden canviar la forma del cristal·li ràpidament i en major mesura que en els mamífers. Les aus tenen els ulls més grossos de tot el regne animal en relació amb el seu volum, i el moviment és, doncs, limitat dins la presa òssia de l'ull. A més de les dues parpelles que es solen trobar en els vertebrats, està protegit per una tercera membrana mòbil transparent anomenada membrana nictitant.
L'anatomia interna de l'ull és similar a la d'altres vertebrats però té una estructura, el pecten oculi, única en els ocells.
Alguns grups d'ocells tenen modificacions específiques del sistema visual relacionades amb la forma de vida. Les aus rapinyaires tenen una densitat molt alta de receptors i altres adaptacions que maximitzen l'agudesa visual. La col·locació dels seus ulls els proporciona una bona visió binocular que permet un mesurament exacte de les distàncies. Les espècies nocturnes tenen ulls tubulars amb un baix nombre de detectors de color però una alta densitat de bastonets de la retina que funcionen bé amb poca llum. Els estèrnids, les gavines i els albatros es troben entre les aus marines que presenten gotes d'oli vermell o groc en els receptors del color per millorar la visió a distància, especialment en condicions de broma atmosfèrica.

## Anatomia extraocular
L'ull d'un ocell s'assembla més al dels rèptils. A diferència de l'ull dels mamífers no és esfèric i la forma més plana permet que es concentri més en el seu camp visual. Un cercle de plaques òssies, l'anell escleròtic, envolta l'ull i el manté rígid. Disposa d'una millora respecte a l'ull reptilià que també es troba en mamífers. La lent s'impulsa més endavant augmentant la mida de la imatge a la retina.

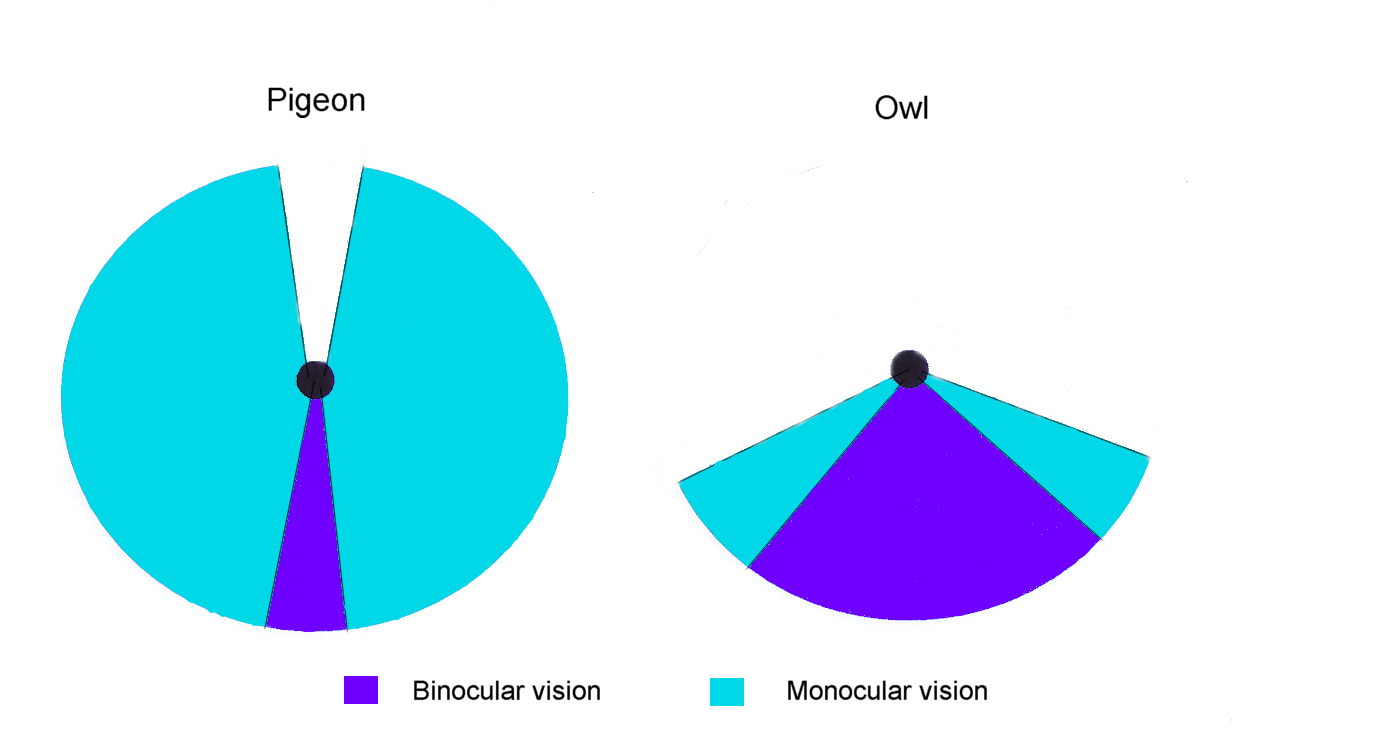
Camps visuals per a un colom i un mussol

La majoria dels ocells no poden moure els ulls tot i que hi ha excepcions, com ara el corb marí gros. Les aus amb els ulls als costats del cap tenen un camp visual ampli útil per a detectar depredadors, mentre que les que tenen els ulls a la part frontal del cap, com els mussols, tenen una visió binocular i poden estimar distàncies en la caça. La becada americana té, probablement, el camp visual més ampli de qualsevol ocell, 360 ° en el pla horitzontal i 180° en el vertical.

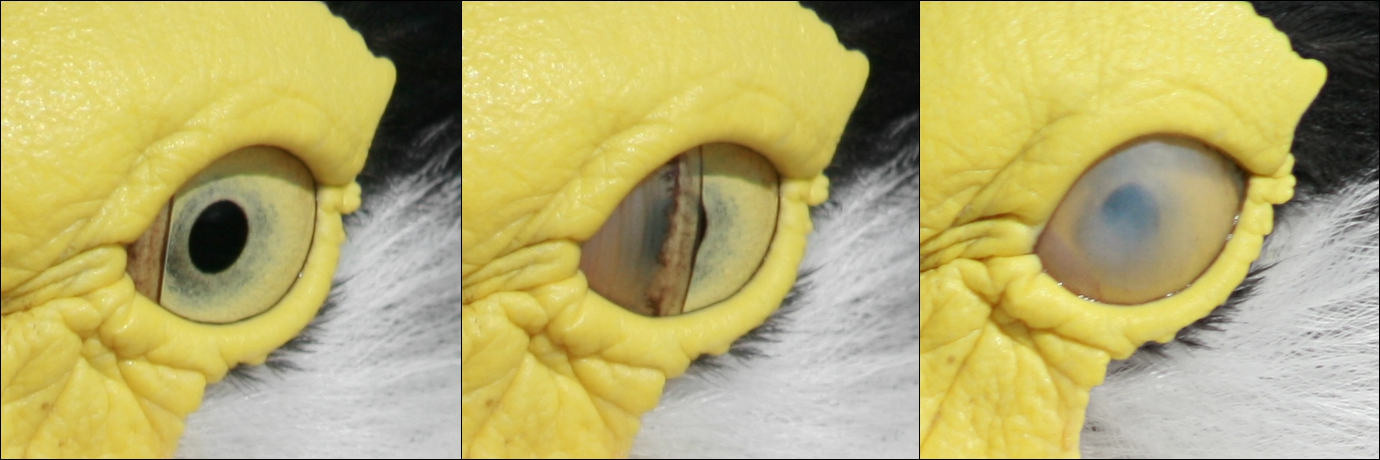
La membrana nictitant d'una fredeluga emmascarada

Les parpelles d'un ocell no s'utilitzen per a parpellejar. En canvi, l'ull està lubricat per la membrana nictinant, una tercera parpella oculta que es mou horitzontalment a través de l'ull com un eixugaparabrisas. La membrana nictitant també cobreix l'ull i actua com una lent de contacte en moltes aus aquàtiques quan estàn sota l'aigua. Quan dormen, la parpella inferior s'eleva per cobrir l'ull en la majoria dels ocells, a excepció dels mussols banyuts on la parpella superior és mòbil.
L'ull també es neteja per secrecions lacrimògiques de la glàndula lacrimal i el protegeix amb una substància oliosa de les glàndules Harderianes que recobreixen la còrnia i impedeixen la sequedat. Comparat amb la seva mida i respecte a altres grups d'animals, l'ull d'un ocell és més gros malgrat que bona part d'aquest està ocult al seu crani. L'estruç té l'ull més gros que qualsevol vertebrat terrestre, amb una longitud axial de 50 mm, el doble de l'ull humà.
La mida dels ulls d'ocells està àmpliament relacionada amb la massa corporal. Un estudi de cinc ordres (lloros, coloms, petrells, rapinyaires i mussols) va demostrar que la massa ocular és proporcional a la massa corporal tot i que pels seus hàbits i ecologia visual, els rapinyaires i els mussols tenen uns ulls relativament mes grossos amb relació a la seva massa corporal.
Els estudis sobre el comportament demostren que moltes espècies d'ocells focalitzen objectes llunyans preferentment amb el seu camp de visió lateral i monocular. Les aus s'orientaran cap als costats per maximitzar la resolució visual. Per a un colom, la resolució és dues vegades millor amb la visió monocular lateral, que la visió binocular recta, mentre que per als humans, és a l'inrevés.

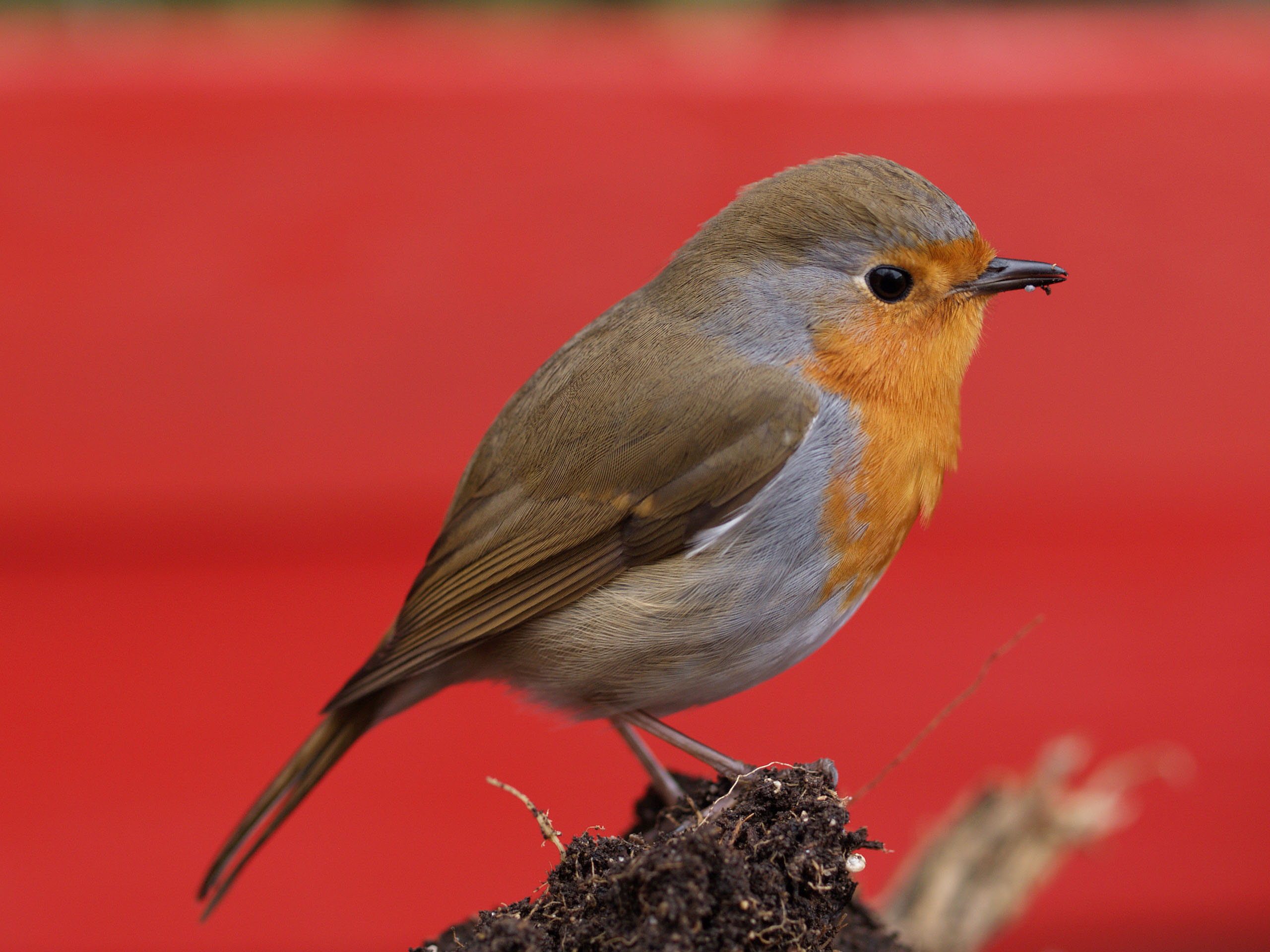
El pit-roig té uns ulls relativament grossos i comença a cantar a primera hora del matí.

El rendiment de l'ull en nivells baixos de llum depèn de la distància entre la lent i la retina. Els ocells petits es veuen obligats a ser diürns perquè els seus ulls no són prou grossos per actuar amb una visió nocturna adequada. Tot i que moltes espècies migren de nit, sovint xoquen amb objectes brillants com ara fars o plataformes de petroli.
L
Les aus amb ulls relativament grossos en comparació amb la seva massa corporal, com ara les cotxes cua-roges i els pit-roig canten mépits-roigs incrementaven més la seva massa cap al vespre alimentant-se quan les nits eren fredes.
Les aus nocturnes tenen els ulls optimitzats per a la sensibilitat visual, amb grans còrnies en relació amb la longitud de l'ull mentre que les aus diürnes tenen uns ulls més llargs en relació amb el diàmetre de la còrnia per donar una millor agudesa visual. La informació sobre les activitats d'espècies extingides es pot deduir de les mesures de l'anell escleròtic i la profunditat de l'òrbita. Per a poder fer aquesta última mesura, el fòssil hauria d'haver conservat la forma tridimensional, de manera que el patró d'activitat no es pugui determinar amb confiança en exemplars aplanats com Archeopteryx, que té un anell escleròtic complet però no té mesura de l'òrbita.

## Anatomia de l'ull

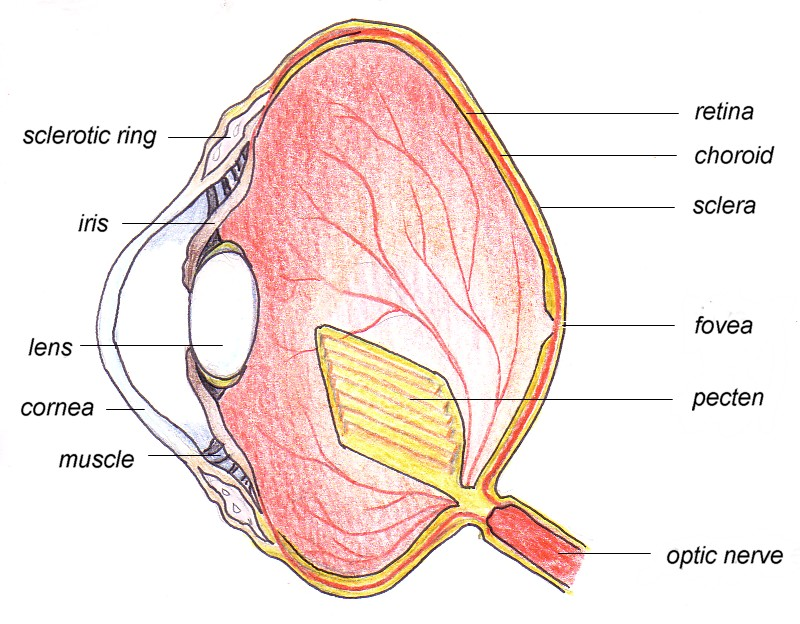
Anatomia de l'ull dels ocells

Les estructures principals de l'ull dels ocells són similars a les d'altres vertebrats. La capa exterior de l'ull està formada per la còrnia transparent a la part davantera, i dues capes escleròtiques: una capa dura de fibra de col·lagen blanc que envolta la resta de l'ull i recolza i protegeix l'ull en conjunt. L'ull està dividit internament per la cristal·lí en dos segments principals: el segment anterior i el segment posterior. La cambra anterior s'omple d'un fluid aquós anomenat humor aquós, i la cambra posterior conté l'humor vitri, una substància clara com la gelatina.
El cristal·lí és un cos convex transparent o en forma de "lent" amb una capa externa més dura i una capa interior més suau. Centra la llum a la retina. La forma de la lent es pot veure alterada per músculs ciliars que s'uneixen directament a la càpsula de la lent mitjançant les fibres zonulars. A més d'aquests músculs, alguns ocells també tenen un segon conjunt, els músculs de Crampton, que poden canviar la forma de la còrnia, donant així a les aus un major camp d'acomodació de l'ull que és possible per als mamífers. Aquesta acomodació pot ser ràpida en algunes aus cabussadores com les del gènere mergus. L'iris és un diafragma de color muscular que treball davant de la lent que controla la quantitat de llum que entra a l'ull. Al centre de l'iris es troba la pupil·la, d'àrea circular variable per on passa la llum a l'ull.

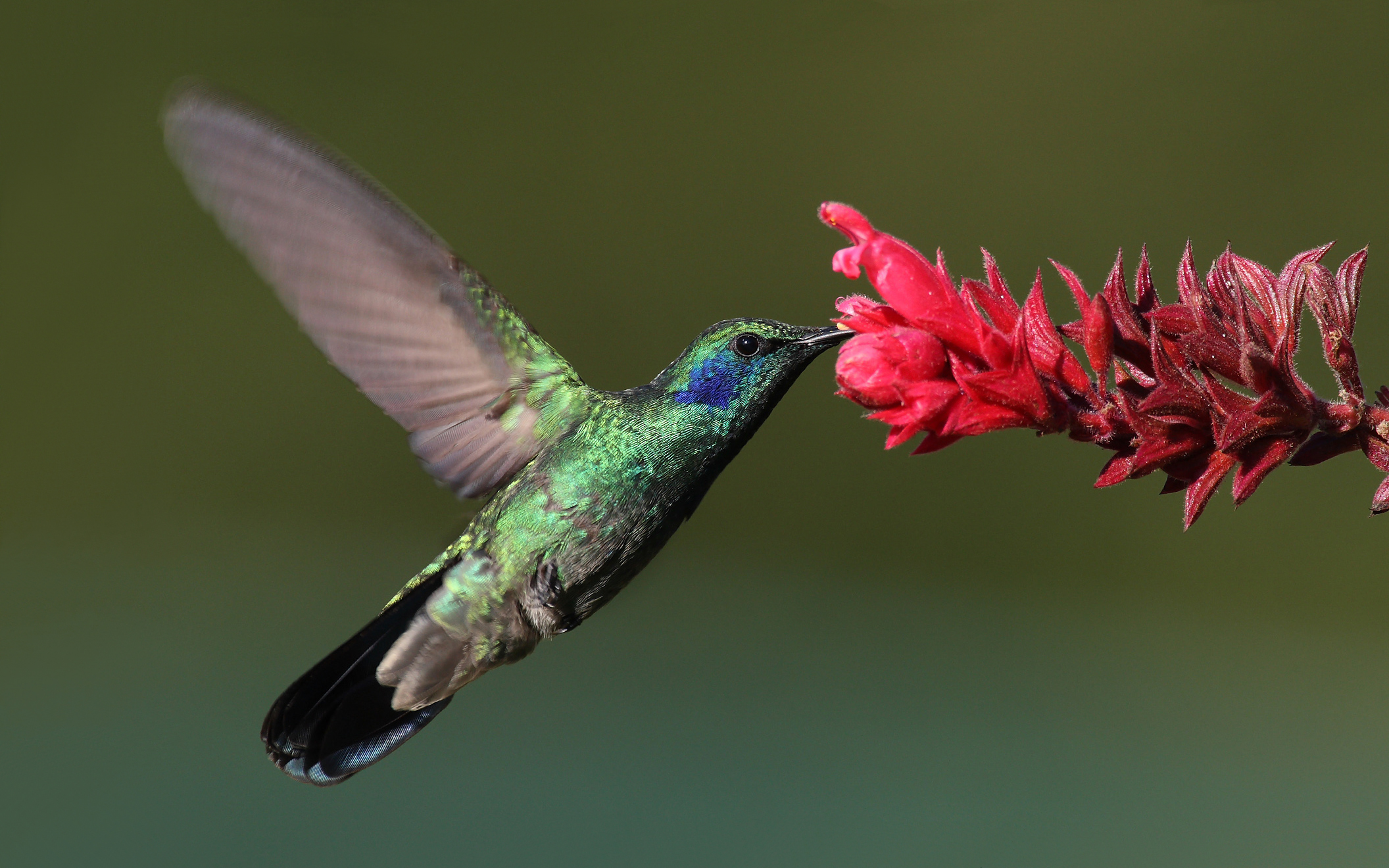
Els colibrís es troben entre els molts ocells amb dues fòvees òptiques

La retina és una estructura de múltiples capes corbes relativament suaus que conté els bastonets fotosensibles i les cèl·lules de con amb les neurones associades i els vasos sanguinis. La densitat dels fotoreceptors és fonamental per determinar la màxima agudesa visual assolible. Els humans tenim uns 200.000 receptors per mm ², però el pardal domèstic en té 400.000 i l'aligot comú 1.000.000. Els fotoreceptors no estan tots connectats individualment al nervi òptic, i la relació dels ganglis nerviosos amb els receptors és important per determinar l'agudesa visual. Aquest és un índex molt alt per a les aus. La cuereta blanca té 100.000 cèl·lules ganglionàries i fins a 120.000 fotoreceptors.
Els bastonets són més sensibles a la llum, però no proporcionen informació sobre color, mentre que els cons menys sensibles permeten la visió del color. En ocells diürns, el 80% dels receptors poden ser cons (90% en alguns apòdids), mentre que els mussols nocturns tenen gairebé tots els bastonets. Com passa amb altres vertebrats, excepte els mamífers placentaris (euteris), alguns dels cons poden ser cons dobles. Aquests poden suposar el 50% de tots els cons en algunes espècies.
Cap al centre de la retina es troba la fòvea òptica (o l'àrea centralis menys especialitzada) que presenta una densitat més gran de receptors, i és l'àrea de major agudesa visual cap endavant. És a dir, la detecció més clara i clara dels objectes. En el 54% de les aus, incloses les rapinyaires, alcedínidss, colibrís i hirundínids, hi ha una segona fòvea per a la visualització lateral. El nervi òptic és un feix de fibres nervioses que transporten missatges des de l'ull cap a les parts rellevants del cervell. Igual que els mamífers, les aus tenen un petit punt cec sense fotoreceptors al disc òptic, sota el qual el nervi òptic i els vasos sanguinis s'uneixen a l'ull.
El pecten ocular és un cos poc estudiat format per teixit plegat que surt de la retina. Està ben proveït de vasos sanguinis i sembla que manté la retina subministrada amb nutrients. També pot fer ombra a la retina de la llum enlluernadora o ajudar a detectar objectes en moviment. Aquest cos està abundantment farcit de grànuls de melanina que tenen per funció absorbir la llum perduda que entra a l'ull de l'ocell per reduir l'enlluernament de fons. Un petit escalfament del pecten oculi a través de l'absorció de la llum per part dels grànuls de melanina pot millorar la taxa metabòlica de pectè. Es considera que aquesta conducta aconsegueix augmentar la secreció de nutrients a l'humor vitri, que serà absorbida per la retina avascular de les aus per millorar la nutrició. Es considera que una activitat enzimàtica extra-alta de la fosfatasa alcalina en el pecten oculi pot ajudar a la secreció alta del pectè per complementar la nutrició de la retina.
El coroide és una capa situada darrere de la retina que conté moltes petites artèries i venes. Aquests proporcionen sang arterial a la retina i drenen la sang venosa. El coroide conté melanina, un pigment que proporciona al l'ulls interior el seu color fosc, ajudant a evitar reflexos pertorbadors.

## Percepció de la llum

Els quatre pigments dels cons dels estríldids amplien el rang de visió del color ultraviolat.

Hi ha dos tipus de receptors de la llum en els ulls dels ocells, les bastonets de la retina i els cons. Les varetes, que contenen el pigment visual rodopsina, són millors per a la visió nocturna, ja que són sensibles a petites quantitats de llum. Els cons detecten colors específics (o longituds d'ona) de la llum, per la qual cosa són més importants per als animals orientats al color com els ocells. La majoria dels ocells són tetracromàtics i posseeixen quatre tipus de cèl·lules còniques, cadascuna amb un pic d'absorció màxim distintiu. En alguns ocells, el pic d'absorció màxima de la cèl·lula cònica responsable de la longitud d'ona curta s'estén fins a la gamma d'ultraviolats (UV), fent-los sensibles als raigs UV. A banda, els cons de la retina de l'au estan disposats en una forma característica de distribució espaial, coneguda com a distribució hiperuniforme, que maximitza la seva absorció de llum i color. Aquesta forma de distribucions espaials només s'observen com a resultat d'algun procés d'optimització, que en aquest cas es pot descriure en termes de la història evolutiva dels ocells.
Els quatre pigments de les diferents cèl·lules còniques es deriven de la proteïna opsina, lligada a una molècula petita anomenada retinal, que està estretament relacionada amb la vitamina A. Quan el pigment absorbeix la llum, la retina canvia de forma i altera el potencial de membrana de la cèl·lula del con, que afecta les neurones a la capa de ganglis de la retina. Cada neurona de la capa de ganglis pot processar informació a partir de diverses cèl·lules fotoreceptores. Alhora, pot desencadenar un impuls nerviós per retransmetre informació al llarg del nervi òptic per a un processament posterior en centres visuals especialitzats del cervell. Com més intensa sigui la llum, més fotons són absorbits pels pigments visuals, més gran és l'excitació de cada con, i més brillant apareix la llum.

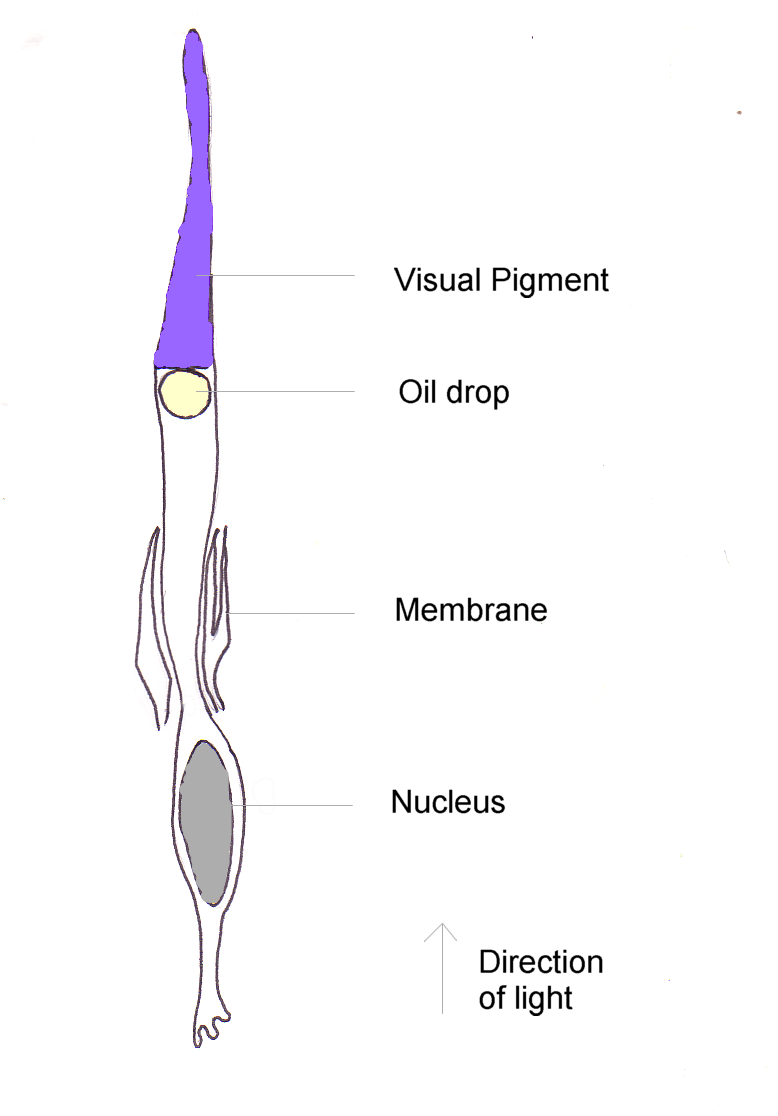
Diagrama d'una cèl·lula cònica d'ocell

Amb molta diferència, el pigment cònic més abundant de totes les espècies d'aus examinades és la forma de longitud d'ona de la iodopsina que s'absorbeix a longituds d'ona prop de 570 nm. Aquesta és aproximadament la regió espectral ocupada pels pigments sensibles al vermell i al verd a la retina primària. Aquest pigment visual domina la sensibilitat del color de les aus. En els pingüins, sembla que aquest pigment ha canviat el seu pic d'absorció a 543 nm, probablement per una adaptació a un medi aquàtic blau.
La informació que transmet un únic con és limitada: per si mateixa, la cèl·lula no pot dir al cervell quina longitud d'ona de la llum va provocar la seva excitació. Un pigment visual pot absorbir dues longituds d'ona per igual. Tot i que els seus fotons són d'energies diferents, el con no els pot diferenciar, perquè tots dos fan que la retina canviï de forma i desencadeni el mateix impuls. Perquè el cervell pugui veure el color, ha de comparar les respostes de dues o més classes de cons que contenen diferents pigments visuals, de manera que els quatre pigments dels ocells proporcionen una discriminació més gran.
Cada cèl·lula cònica d'un ocell o rèptil conté una gota d'oli acolorida, inexistent en mamífers. Les gotetes, que contenen altes concentracions de carotenoides, es col·loquen de manera que la llum passa per elles abans d'arribar al pigment visual. Actuen com a filtres, eliminant algunes longituds d'ona i restringint els espectres d'absorció dels pigments. Això redueix la superposició de resposta entre els pigments i augmenta el nombre de colors que un ocell pot distingir. S'han identificat sis tipus de gotes d'oli de con. Cinc d'aquestes tenen barreges de carotenoides que absorbeixen a diferents longituds d'ona i intensitats. El sisè tipus no té pigments. Els pigments de con amb el pic d'absorció màxim més baix, inclosos els que són sensibles a la radiació ultraviolada, tenen el tipus de gotes d'oli “clares” o “transparents” amb poc efecte d'afinació espectral.
Els colors i les distribucions de les gotes d'oli de la retina varien considerablement entre les espècies i depenen més del nínxol ecològic utilitzat (caçador, pescador, herbívor) que de les relacions genètiques. Com a exemples, caçadors diürns com l'oreneta i les rapinyaires tenen poques gotetes de colors, mentre que la pesca superficial del xatrac comú té un gran nombre de gotetes vermelles i grogues a la retina dorsal. L'evidència suggereix que les gotes d'oli responen a selecció natural més ràpidament que els pigments visuals del con. Fins i tot, dins del rang de longitud d'ona visible per als humans, les aus passeriformes poden detectar diferències de color que els humans no registren. Aquesta discriminació més fina, juntament amb la capacitat de veure llum ultraviolada, fa que moltes espècies mostrin dicromatisme sexual que és visible per a les aus, però no per als humans.
Els ocells cantadors migratoris utilitzen el camp magnètic de la Terra, les estrelles, el Sol i altres indicis desconeguts per determinar la seva direcció migratòria. Un estudi nord-americà va suggerir que els pardals de prat migratoris utilitzaven llum polaritzada des d'una zona del cel a prop de l'horitzó per recalibrar el seu sistema de navegació magnètica, tant a l'alba com al capvespre. Això va suggerir que els patrons de polarització de la llum són la referència de calibració principal per a tots els ocells cantadors migratoris. Tot i així, sembla que els ocells podrien estar responent a indicadors secundaris de l'angle de polarització, i és possible que no siguin capaços de detectar directament la direcció de polarització en absència d'aquests indicis.

### Sensibilitat ultraviolada

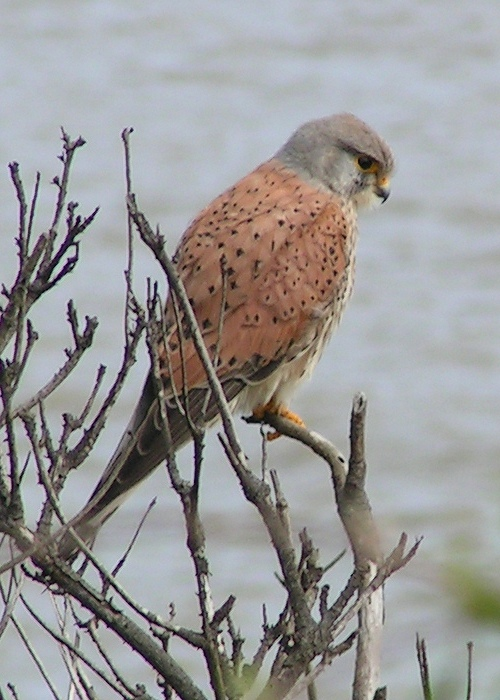
El xoriguer comú, com altres aus rapinyaires, té una sensibilitat molt baixa a la llum ultraviolada.

Moltes espècies d'aus són tetracromàtiques, amb cèl·lules coniques dedicades a percebre longituds d'ona a les regions ultraviolades i violetes de l'espectre de la llum. Aquestes cèl·lules contenen una combinació d'opsines sensibles d'ona curta (SWS1), opsines similars a SWS1 (SWS2) i pigments carotenoides de filtració d'ona llarga per filtrar i rebre selectivament llum entre 300 i 400 nm. Hi ha dos tipus de visió en color d'ona curta en els ocells: sensibilitat violeta (VS) i ultraviolada (UVS). Les substitucions d'un nucleòtid únic en la seqüència d'opsina SWS1, són responsables de canviar de color blau, la sensibilitat espectral de l'oposina de sensibilitat violeta (λ max = 400) a sensibilitat ultraviolada (λ max = 310-360). Aquest és el mecanisme evolutiu proposat pel qual originalment va sorgir la visió ultraviolada. Els clades principals dels ocells amb visió UVS són Paleògnats (estruços i tinamus), Caradriformes (ocells de terra, gavines i alcids), Trogoniformes (trogons), Psitaciformes (lloros) i Passeriformes (representent més de la meitat de totes les espècies d'ocells).
La visió UVS pot ser útil pels rituals d'aparellament. Les aus que no presenten dicromatisme sexual en longituds d'ona visibles de vegades es distingeixen per la presència de pegats reflectants ultraviolats a les seves plomes. Les mallerengues blaves mascles tenen un pegat de corona reflectant ultraviolat que es mostra en el corteig sexual mitjançant la postura i l'augment de les plomes de la nuca. Els durbecs blaus mascles amb el blau més brillant en el seu plomatge són més grans, tenen els territoris més extensos amb preses abundants, i alimenten la seva descendència amb més freqüència que altres mascles.
L'aparença del bec és important en les interaccions de la merla. Tot i que el component ultraviolat sembla poc important en les interaccions entre mascles que mantenen el territori, on el grau de taronja és el factor principal, la femella respon amb més força als mascles amb becs que disposen d'una bona reflectivitat UV.
També es demostra que l'UVS serveix per a funcions en l'alimentació, la identificació de preses, i la dieta frugívora. Es consideren que existeixen avantatges similars als primats tricromàtics respecte als primats dicromàtics en aquesta matèria. Les superfícies ceroses de moltes fruites i baies reflecteixen la llum ultraviolada que anuncia la seva presència a les aus amb UVS. Els xoriguers comuns són capaços de localitzar els rastres de talps amb la vista. Aquests petits rosegadors posen rastres d'olor i excrements aromàtics que reflecteixen la llum ultraviolada, fent-los visibles pels xoriguers. Amb tot, aquesta visió ha estat qüestionada per la troballa de baixa sensibilitat UV en les aus rapinyaires i feble reflexió UV de l'orina del mamífer.
Si bé la visió tetracromàtica no és exclusiva de les aus (insectes, rèptils i crustacis també són sensibles a les longituds d'ona curtes), alguns depredadors de les aus amb UVS no poden veure llum ultraviolada. Això planteja la possibilitat que la visió ultraviolada doni als ocells un canal en el qual puguin assenyalar privadament, quedant així inconscient als depredadors. Tanmateix, no hi ha evidències recents que donin suport a aquesta hipòtesi.

## Percepció

### Sensibilitat al contrast
El contrast (o més precisament el contrast de Michelson) es defineix com la diferència de luminància entre dues àrees d'estímul, dividida per la suma de luminància d'ambdues. La sensibilitat al contrast és la inversa del menor contrast que es pot detectar. Una sensibilitat de contrast de 100 significa que el menor contrast que es pot detectar és de l'1%. Les aus tenen una sensibilitat de contrast relativament menor que els mamífers. S'ha demostrat que els humans detecten contrastos tan baixos del 0,5-1% mentre que la majoria dels ocells estudiats requereixen vora el 10% de contrast per mostrar una resposta conductual. La funció de sensibilitat al contrast, descriu la capacitat de l'animal de detectar el contrast de patrons de ratllat en diferents freqüències espacials (és a dir, amb diferents detalls). Per als experiments de visualització estacionària, la sensibilitat de contrast és més alta com a freqüència espaial mitjana, i menor per a freqüències espaials superiors i inferiors.

### Moviment

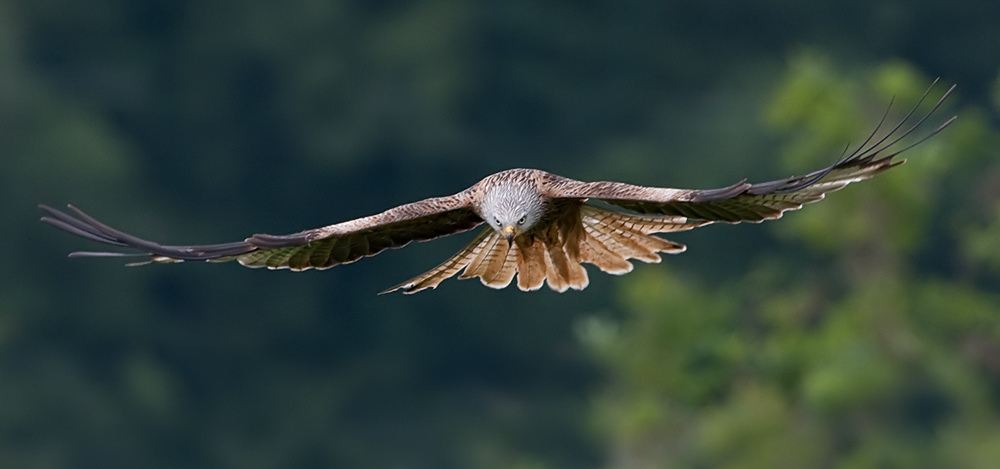
Un milà reial que vola a una estació d'alimentació d'aus a Escòcia

Els ocells poden resoldre moviments ràpids millor que els humans, per als quals parpellegen un ritme superior a 50 cicles de pols de llum per segon apareix com a moviment continu. Per tant, els éssers humans no poden distingir els flaixos d'una bombeta fluorescent que oscil·la a 60 cicles de pols de llum per segon, però els periquitos i els galls tenen cicles parpellejos (pols de llum per segon) que arriben al llindar de més de 100 cicles de pols de llum per segon. Un Astor de Cooper pot perseguir preses àgils a través del bosc i evitar les branques i altres objectes a gran velocitat. Pels humans, aquesta persecució es manifestaria com un desenfocament.
Les aus també poden detectar objectes en moviment lent. El moviment del sol i les constel·lacions a través del cel és imperceptible per als humans, però detectable per les aus. La capacitat de detecció d'aquests moviments permet que les aus migradores s'orientin adequadament.
Per obtenir imatges constants mentre volen o quan s'aturen en una branca amb balanceig, les aus mantenen el cap el màxim de constant possible amb reflexes de compensació. El manteniment d'una imatge estable és especialment rellevant per les rapinyaires. Com que la imatge es pot centrar en la fovea profunda d'un sol ull alhora, la majoria dels falcons, quan es fan immersions, utilitzen un camí en espiral per apropar-se a les seves preses després d'haver escollit una presa en concret. L'alternativa de girar el cap per a una millor visió retarda la immersió augmentant l'arrossegament mentre que en espiral no redueix significativament la velocitat.

### Vores i formes
Quan un objecte és parcialment bloquejat per un altre, els humans tendeixen inconscientment a compensar-lo i a completar les formes, segons la percepció Amodal. Tot i així, s'ha demostrat que els coloms no completen formes ocluses. Un estudi basat en alterar el nivell de gris d'una perxa que es va colorejar diferent del fons, va demostrar que els periquitos no detecten les vores en funció dels colors.

### Camps magnètics
S'ha suggerit que la magnetorecepció per part d'ocells migratoris depèn de la llum. Les aus mouen el cap per detectar l'orientació del camp magnètic. Estudis sobre les vies neurals han suggerit que els ocells podrien "veure" els camps magnètics. L'ull dret d'una au migratòria conté proteïnes fotoreceptores anomenats criptocroms. La llum excita aquestes molècules per produir electrons no emparellats que interactuen amb el camp magnètic de la Terra, proporcionant així informació direccional.

## Variacions entre grups d'ocells

### Rapinyaires diürns

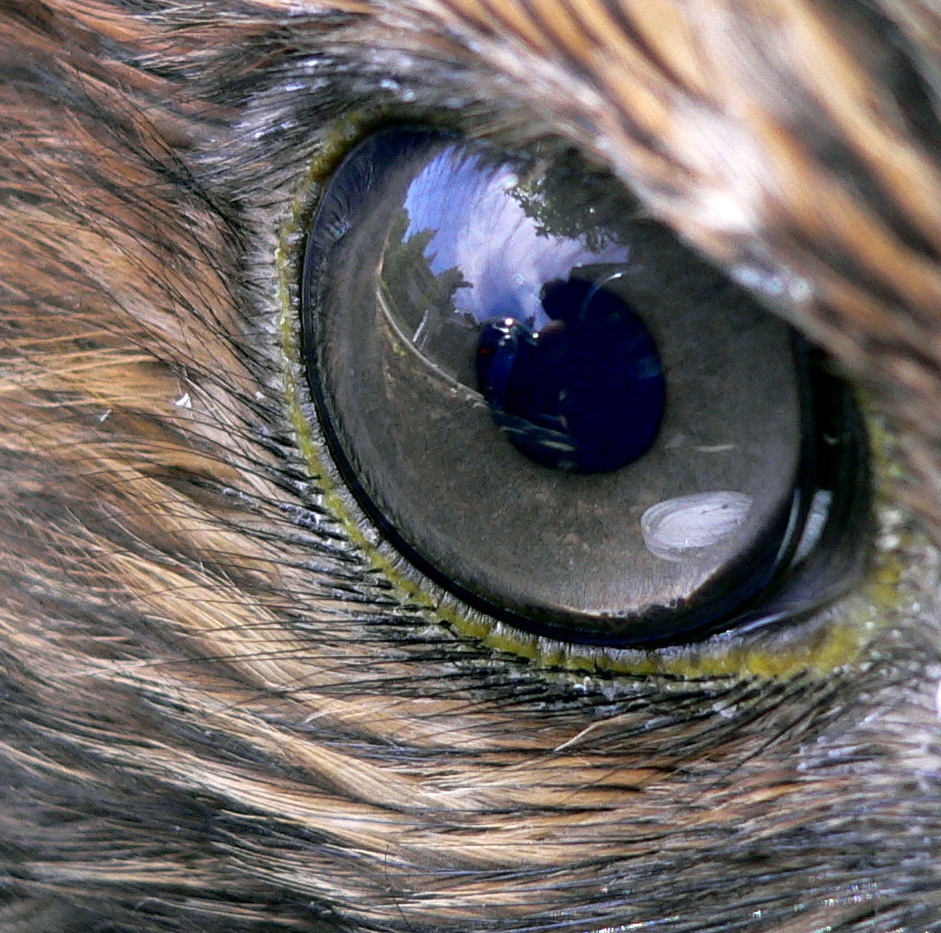
"UIl de Falcó" és un paraula clau per a l'agudesa visual

La capacitat visual de les aus rapinyaires és llegendària, i l'agudesa de la seva visió es deu a diversos factors. Els rapinyaires tenen uns ulls grossos per la seva mida, 1,4 vegades més gran que la mitjana de les aus del mateix pes, i l'ull té forma tubular per produir una imatge més gran a la retina. Per un costat, el poder de resolució d'un ull depèn tant de l'òptica, ja que els ulls grans amb obertures grans pateixen menys difracció i poden tenir imatges a la retina més grans a causa d'una llarga distància focal. Per altra banda, també hi influeix la densitat d'espaiament dels receptors. La retina té un gran nombre de receptors per mil·límetre quadrat, cosa que determina el grau d'agudesa visual. Com més receptors té un animal, més alta és la seva capacitat per distingir objectes individuals a distància. Especialment quan, com en els rapinyaires, cada receptor està unit normalment a un sol gangli nerviós. Molts rapinyaires tenen fòvees amb bastonets i cèl·lules cons que les fòvees humanes: 65.000 / mm ² en el xoriguer americà, 38.000 en humans. Aquest fet proporciona a aquestes aus una visió espectacular de llarga distància. Es considera que la forma de la fovea central profunda dels rapinyaires podria crear un sistema de teleobtenció òptica, augmentant la mida de la imatge de la retina a la fovea, i la resolució espacial. Els estudis de comportament demostren que alguns rapinyaires d'ulls grans (àguila audaç, voltors del vell món) tenen una resolució espacial dues vegades més gran que els humans, però molts rapinyaires de mida mitjana i petita tenen una resolució espacial comparable o menor.

Cada retina de l'àguila pitnegra té dues fovees

La visió frontal dels rapinyaires dona una visió binocular, que es assistida per una doble fovea. Les adaptacions d'aquestes aus per a una resolució visual òptima (un xoriguer americà pot veure un insecte de 2 mm des de la part superior d'un arbre de 18 m) té un desavantatge pel fet que la seva visió és pobra a un nivell de llum baix, i pot enfortir-se durant la nit. Els rapinyaires poden haver de perseguir preses en moviment a la part inferior del seu camp visual i, per tant, no tenen l'adaptació a la miopia del camp inferior demostrada per moltes altres aus. Els ocells carronyaires com els voltors no necessiten una visió tan nítida, per la qual cosa un còndor té una sola fovea amb uns 35.000 receptors mm ². Els voltors tenen, però, una gran activitat fisiològica de molts enzims importants per adaptar-se a la seva visió a distància més clara. El Caracarà crestat meridional només té una sola fovea, ja que aquesta espècie es nodreix a terra amb carronya i insectes. Amb tot, disposa d'un superposat binocular més elevat que altres falcons, la qual cosa li permet manipular objectes, com ara roques, al mateix temps que s'alimenta.
Igual que altres ocells investigats, les rapinyaries també tenen gotes d'oli acolordies als seus cons. El plomatge generalment marró, gris i blanc d'aquest grup, i l'absència de desplegament de colors en els rituals d'aparellament, suggereixen que el color és relativament poc important per a aquestes aus.
En la majoria dels rapinyaires, disposen d'una rellevant cresta ocular i les seves plomes s'estenen per sobre i per davant de l'ull. Aquesta "cella" proporciona als ocells rapinyaires la seva mirada distintiva. La cresta protegeix físicament l'ull del vent, la pols i les deixalles, i també de l'enlluernament excessiu. L'Àguila peixatera no disposa d'aquesta cresta, tot i que la disposició de les plomes per sobre dels seus ulls compleix una funció similar. També posseeix plomes fosques davant de l'ull, que probablement serveixen per reduir l'enlluernament de la superfície de l'aigua quan l'au busca la seva dieta bàsica de peixos.

### Ocells nocturns

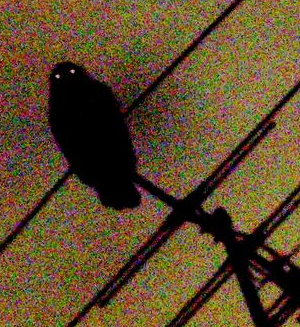
Un Nínox gros fotografiat de nit mostrant una reflectida tapeta lucida

Els mussols tenen els ulls molt grans per la seva mida, 2,2 vegades més gran que la mitjana de les aus del mateix pes, i posicionats a la part davantera del cap. Els ulls tenen un solapament de camp del 50-70%, donant una millor visió binocular que per a les rapinyaires diürnes (solapament del 30 al 50%). La retina del mussol té unes 56.000 bastonets sensibles a la llum per mil·límetre quadrat. Tot i les afirmacions anteriors, la visió de la part infraroja de l'espectre ha estat rebutjada.

La retina de cada mussol té una sola fòvea

Les adaptacions a la visió nocturna inclouen la gran mida de l'ull, la seva forma tubular, un gran nombre de varetes retinals estretament envasades i una absència de cons, ja que les cèl·lules del con no són prou sensibles per a un ambient nocturn de fotons baixos. Hi ha poques gotetes d'oli de colors, que reduirien la intensitat de la llum, però la retina conté una capa reflectant, el tapetum lucidum. Això augmenta la quantitat de llum que rep cada cèl·lula fotosensible, permetent que l'ocell es vegi millor en condicions de poca llum. Els mussols solen tenir una fòvea òptica, poc desenvolupat, excepte en els caçadors diürns com el mussol emigrant.
A més dels mussols, milà dels ratpenats, podàrgids i enganyapastors també mostren una bona visió nocturna. Algunes espècies d'aus nidifiquen en sistemes de coves massa fosques per a la visió, i troben el camí cap al niu amb una simple forma d'ecolocalització. L'ocell de l'oli és l'únic ocell nocturn que s'ecolocalitza, tot i que algunes ràpides Aerodramus també utilitzen aquesta tècnica, amb una espècie, la Salangana Atiu, que també utilitza ecolocalització fora de les seves coves.

### Ocells aquàtics

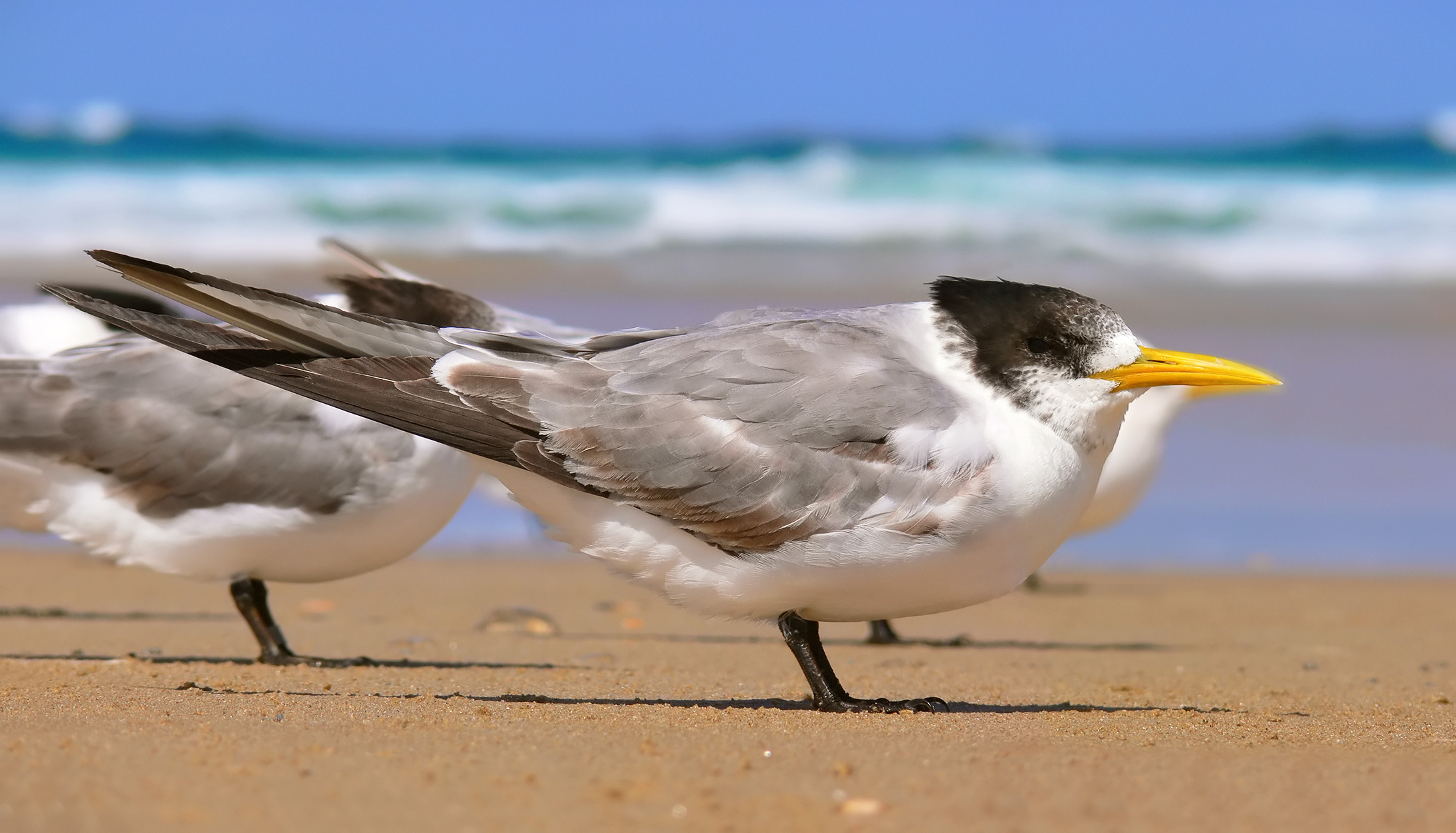
Els estèrnids tenen gotes d'oli de colors als cons de l'ull per millorar la visió a distància

Els ocells marins com els estèrnids i les gavines que s'alimenten a la superfície o se submergeixen per menjar tenen gotetes d'oli vermell als cons de les seves retines. Això millora el contrast i augmenta la visió a distància, sobretot en condicions de poca visibilitat. Les aus que han de mirar a través d'un canal d'aire/aigua tenen pigments carotenoides més profundament acolorits que les gotetes d'oli que altres espècies.
Això els ajuda a localitzar bancs de peixos, tot i que no se sap si estan observant el fitoplàncton amb el qual s'alimenten els peixos o altres aus que cerquen aliment.
Les aus que pesquen amb cautela per sobre de l'aigua han de corregir-se per a la refracció, especialment quan s'observa el peix en un angle. Sembla que les martinets blancs comuns i els martinets sagrats són capaços de fer les correccions necessàries per la captura de peixos, i tenen més èxit quan es produeixen en un angle vague agut. Aquest major èxit pot ser a causa de la incapacitat del peix per detectar els seus depredadors. Altres estudis indiquen que les garcetes funcionen en un angle de vaga preferit, i que la probabilitat de falles augmenta quan l'angle s'allunya massa de la vertical, donant lloc a una diferència més gran entre la profunditat aparent i la mida real de la presa.
Els ocells que persegueixen peixos sota l'aigua com els àlcids i els gavians tenen moltes menys gotes d'oli vermell, però tenen lents flexibles especials, i utilitzen la membrana nictinant com a lent addicional. Això permet un allotjament òptic més gran per a una bona visió en l'aire i l'aigua. Els corbs marins tenen un major acomodació visual, a 50 diòptries, que qualsevol altre ocell, però es considera que els Alcedínids tenen la millor visió integral (aire i aigua).

Cada retina de la Baldriga pufí té una fòvea i una franja allargada d'alta densitat de fotoreceptors

Les aus marines procel·lariformes, que només aterren per l'època de criar i passen la major part de la seva vida volant a prop de la superfície dels oceans, tenen una zona estreta i llarga de sensibilitat visual a la retina Aquesta regió, la zona del giganto cellularis, s'ha trobat en la baldriga pufí, el petrell de les Kerguelen, la baldriga capnegra, el petrell prió becample i el petrell cabussador comú. Es caracteritza per la presència de cèl·lules ganglionars, que són arrelades regularment. Son més grans que les que es troben a la resta de la retina, i apareixen morfològicament similars a les cèl·lules de la retina en els gats. La ubicació i la morfologia cel·lular d'aquesta nova àrea suggereix una funció per a la detecció d'elements en un camp binocular petit que es projecta a sota i al voltant del bec. No es tracta d'una alta resolució espacial, però pot ajudar a la detecció de preses a prop de la superfície del mar, ja que un ocell vola baix sobre ella.
La baldriga pufí, com moltes altres aus marines, visita les seves colònies de cria durant la nit per reduir les possibilitats d'atac de depredadors aeris. Dos aspectes de la seva estructura òptica suggereixen que l'ull d'aquesta espècie està adaptat a la visió nocturna. En les baldrigues, la lent fa la major part de la flexió de la llum necessària per produir una imatge enfocada a la retina. La còrnia, el recobriment exterior de l'ull, és relativament pla i, per tant, de poc poder de refracció. En un ocell diürn com el colom, es dona el cas contrari: la còrnia és molt corbada i és el component refractiu principal. La relació de refracció per la lent a la de la còrnia és de 1,6 per a les baldrigues i de 0,4 per al colom. La refracció de les baldrigues és compatible amb una varietat d'aus i mamífers nocturns.
La distància focal més curta dels ulls de les baldrigues els proporciona una imatge més petita, però més brillant, que la del cas dels coloms. Per això, aquests tenen una visió diürna més nítida. Tot i que l'aigua de baldrigues tenen adaptacions a la visió nocturna, l'efecte és reduït, i és probable que aquestes aus també utilitzin l'olfacte i l'oïda per localitzar els seus nius.
Es considerava que els pingüins tenien una llarga vista per terra. Tot i que la còrnia és plana i s'adapta a la natació sota l'aigua, la lent és molt forta i pot compensar la reducció de l'enfocament de la còrnia quan es troba fora de l'aigua. Gairebé la solució oposada és utilitzat pel bec de serra coronat que pot engrandir part de la lent a través de l'iris quan se submergeix.